# Totes-Meer-Kanal

Absinken des Spiegels des Toten Meeres

Der Totes-Meer-Kanal war ein vorgeschlagenes Projekt zur Errichtung eines Kanals entweder vom Mittelmeer oder vom Roten Meer zum Toten Meer. Es sollte einerseits durch den inzwischen mehr als 400 Meter betragenden Höhenunterschied zwischen den Meeren zur Stromgewinnung genutzt werden und andererseits dem Absinken des Wasserpegels des Toten Meeres, derzeit etwa einen Meter pro Jahr, entgegenwirken. Das Projekt wurde im Juni 2021 gestoppt.

## Geschichte
Die Idee, das Tote Meer über Kanäle mit benachbarten Meeren zu verbinden, wurde erstmals in der Veröffentlichung The Dead Sea, a New Route to India, with other Fragments and Gleanings in the East (1855) von dem Briten William Allen erwähnt. Allen, ein Offizier der Royal Navy, verstand seinen Vorschlag als alternativen Verkehrsweg zum Sueskanal.
Der Aspekt der Energiegewinnung, unter Ausnutzung der Höhendifferenz zwischen dem Mittelmeer und dem Toten Meer, damals noch unter 400 Meter, fand 1899 Erwähnung durch den Schweizer Ingenieur Max Bourcart. Diese Idee wurde 1902 von Theodor Herzl in seinem utopischen Roman Altneuland dankbar aufgegriffen. Sie wurde während der 1970er und 1980er Jahre als Stromerzeugungsmöglichkeit wiederbelebt, vor allem in einer Projektstudie von Wendt und Kelm (siehe unten) aus dem Jahr 1975. Es wurden verschiedene Trassen vorgeschlagen, eine davon führte vom Mittelmeer über den Gazastreifen zum Toten Meer. Jedoch wurde die Idee zu diesem Zeitpunkt wegen finanzieller Bedenken nicht verwirklicht. In den 1990er Jahren wurde die Idee erneut aufgegriffen. Zusätzlich zur Trasse über den Gazastreifen wurden zwei weitere Alternativen erwogen, nämlich eine vom Roten Meer und eine vom Mittelmeer über den Norden Israels. Die Route vom Roten Meer wurde dann als die preiswerteste angesehen. Dieser Kanal wäre ca. 300 km lang geworden und hätte umgerechnet ca. 4 Mrd. Euro gekostet.

## Projektstudien

### Wendt und Kelm
Die Ingenieure Herbert Wendt und Wieland Kelm erstellten im Jahr 1975 zum ersten Mal eine umfassende Projektstudie, die die Depression des Toten Meeres für die Energieerzeugung beschrieb. Nach eingehenden Untersuchungen einigten sich die Ingenieure auf einen Verbindungsstollen in ost-westlicher Richtung, der das Mittelmeer mit dem Toten Meer verbinden sollte.
Der Einlauf hätte nach diesem Entwurf bei Aschdod gelegen, der Auslauf in einem weit nach Westen verlaufenden Taleinschnitt am Steilabfall des Toten Meeres. Diese Punkte markieren die kürzeste Verbindung der Meere und liegen abseits des tektonischen Grabens. Die vorgeschlagene Anlage sollte sich in einen 7 Kilometer langen Freispiegelkanal, einen 65 Kilometer langen Druckstollen und ein 3 Kilometer langes Speicherbecken gliedern. Am Steilabfall war ein Hochdruckseewasserkraftwerk in Kavernenbauweise vorgesehen.
Der Durchmesser des Druckstollens sollte acht Meter betragen und nach der Verdunstungsrate des Toten Meeres bemessen sein. Freispiegelkanal und Speicherbecken sollten nach dem Prinzip der kommunizierenden Gefäße miteinander reagieren. Der Plan sah vor, dass im Speicherbecken automatisch so viel Seewasser aus dem Mittelmeer nachlief wie die Lastfälle des Seewasserkraftwerks es erforderten. Über den Ableitungsstollen wäre der Wasserspiegel des Toten Meeres reguliert worden. Nach den Überlegungen des Jahres 1975 läge die Spitzenleistung des Kraftwerks bei 300 Megawatt.
Angedacht war auch, dass das künstlich gespeicherte Mittelmeerwasser – bevor es in die Turbinen herabstürzt – zusätzlich als Kühlwasser/Betriebswasser zum Beispiel für ein thermisches Kraftwerk verwendet werden konnte. Mit der Abwärme hätte sich eine Meerwasserentsalzungsanlage betreiben lassen. Nach dem vorliegenden Grobnetzplan hätte der Druckstollenvortrieb sechs Jahre und das gesamte Projekt unter Berücksichtigung der einzelnen Planungsstufen, der Konstruktion und Bauausführung zwölf Jahre gedauert. Es handelte sich um ein Milliardenprojekt von wirtschaftlicher, technischer und ökologischer Bedeutung.

### Zweimeereskanal (Friedenskanal)

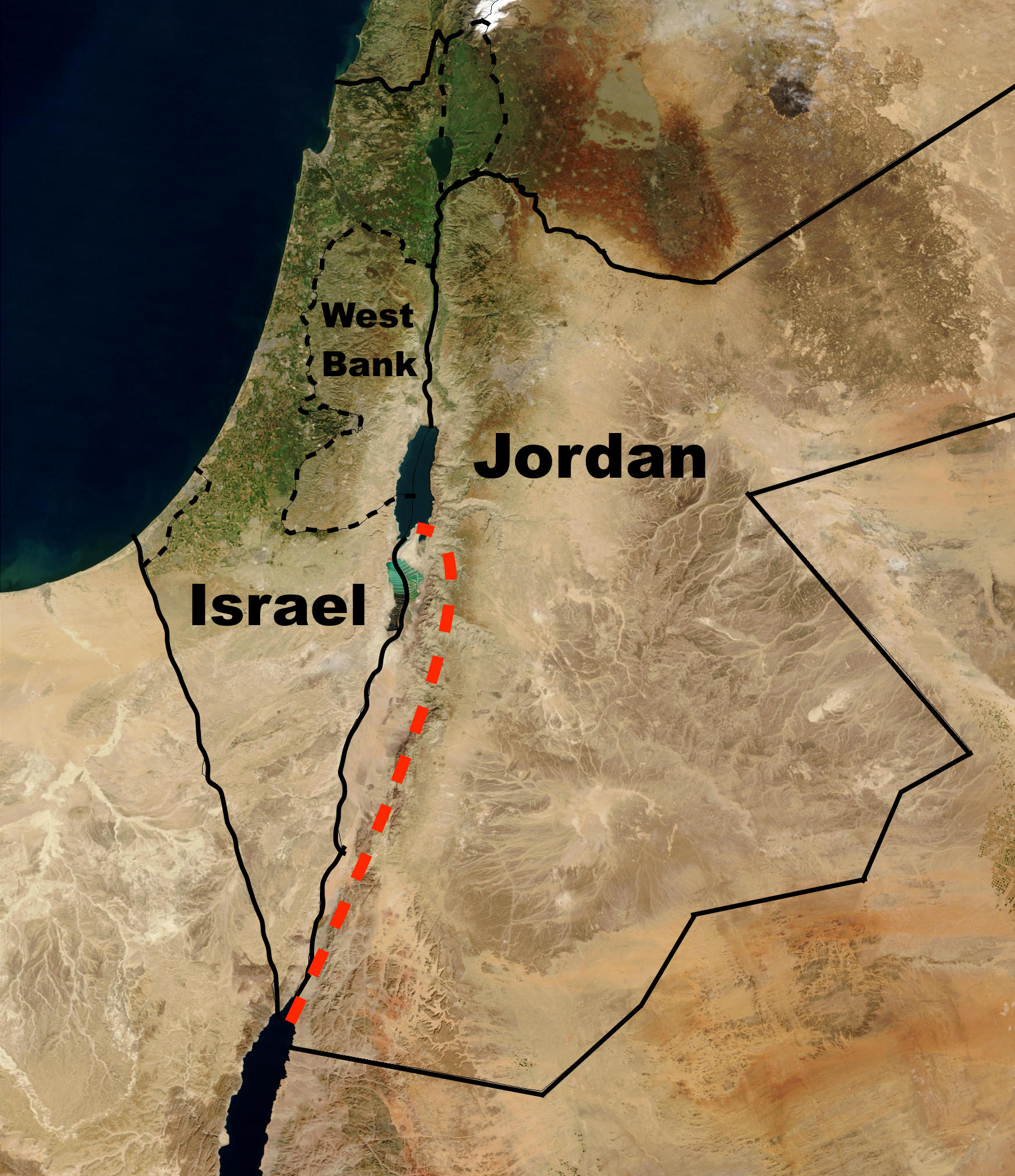
Plan des Kanals ausgehend vom Roten Meer

Im Jahr 2002 wurde in Israel der Bau einer Pipeline vom Roten Meer erwogen. Am 9. Mai 2005 schlossen Jordanien, Israel und die Palästinensische Autonomiebehörde einen Vertrag, der die Durchführbarkeit gewährleisten sollte. Darin wurde das Projekt Zweimeereskanal genannt. Vorgesehen war die Gewinnung von 870 Millionen Kubikmeter Süßwasser pro Jahr und die Erzeugung von 550 Megawatt Strom. Die Weltbank sagte die Unterstützung des Projektes zu. Am 9. Dezember 2013 unterzeichneten Jordanien, Israel und die Palästinenserbehörde ein Abkommen zum Bau einer Pipeline für bis zu 400 Millionen Dollar, über die aus dem Roten Meer jährlich 80 Millionen Kubikmeter Wasser in eine Entsalzungsanlage und 120 Millionen Kubikmeter Wasser in das Tote Meer geleitet werden sollten. Anfang Dezember 2015 wurde bekannt, dass Jordanien die Bauarbeiten für den Kanal offiziell ausgeschrieben habe. Der Bau sollte im Jahr 2018 beginnen. 2021 wurde jedoch bekannt, dass das Projekt von jordanischer Seite gekündigt sei.
Wissenschaftliche Studien hatten ohnehin vor den Risiken dieses Vorhabens gewarnt. Zum einen sahen sie die Korallenriffe im Golf von Aqaba, wo das Pipeline-Wasser angesaugt werden sollte, in Gefahr. Zum anderen wurden physikochemische Ausfällungen und damit eine großflächige Gipsbildung befürchtet, wenn sich das sulfatreiche Rote-Meer-Wasser mit dem stark calciumhaltigen Wasser des Toten Meeres mische (die Löslichkeit von Calciumsulfat beträgt nur 2,3 g/L!). In der Geschichte des Toten Meeres kam es bereits mehrmals zu größeren natürlichen Gipsausfällungen. Vonseiten der Kanalplaner hätten demnach technische Gegenmaßnahmen wie spezielle Mischungsbecken eingeplant werden müssen. Eine großflächige Gipsbildung hätte eine stärkere Reflexion des Sonnenlichts bewirkt. Das hätte zu geringerer Verdunstung und so zu geringerer Effizienz des geplanten Wasserkraftwerks geführt, weil die einzuleitende Wassermenge direkt von der Verdunstungsmenge abhängig gewesen wäre. Ferner bestanden Bedenken, dass Lecks im Kanal zur Verunreinigung auf der Route liegender fossiler Grundwasservorkommen mit Salzwasser führen könnten.